# Александра Лондон
Александра Лондон (фр. Alexandra London; нар. 29 квітня 1973, Париж, Франція) — французька акторка. 
Починаючи з 1989 року знялася у понад 25-ти кіно- та телевізійних фільмах. За головну жіночу роль у біографічному фільмі «Ван Гог» режисера Моріаса Піали у 1992-му році була номінована на премію «Сезар» у категорії Найперспективніша молода акторка.

## Фільмографія
| Рік  |    | Українська назва             | Оригінальна назва                  | Роль                   |
| ---- | -- | ---------------------------- | ---------------------------------- | ---------------------- |
| 1989 | ф  | Чоловіки, дружини, коханці   | Les maris, les femmes, les amants  | Бріджит                |
| 1991 | ф  | Ван Гог                      | Van Gogh                           | Маргарита Гаше         |
| 1993 | с  | Аліса Невер                  | Le Juge est une femme              | Жульєт                 |
| 1994 | тф | Євгенія Ґранде               | Eugénie Grandet                    | Євгенія Ґранде         |
| 1995 | ф  | Кохання в лугах              | Le bonheur est dans le pré         | Жеральдін              |
| 1996 | ф  | Щоденник юного засранця      | Mémoires d'un jeune con            | Софі                   |
| 1996 | ф  | Крик шовку                   | Le cri de la soie                  | Aude                   |
| 1997 | ф  | Мене лякає кохання           | J'ai horreur de l'amour            | Марі                   |
| 1998 | тф |                              | Un fait divers                     | Сільві                 |
| 1998 | тф |                              | Les brumes de Manchester           | Мері Коллінз           |
| 1999 | ф  | Чому не я?                   | Pourquoi pas moi?                  | Аріана                 |
| 2000 | с  | Перемога, або Біль жінки     | Victoire, ou la douleur des femmes | доросла Александра     |
| 2000 | ф  | Сентиментальні долі          | Les destinées sentimentales        | Луїза Дека             |
| 2000 | ф  |                              | Les frères Soeur                   | Жулі                   |
| 2000 | тф | Париж — Довіль               | Paris-Deauville                    | Клер                   |
| 2001 | тф | Мадам Де....                 | Madame De...                       | племінниця генерала    |
| 2003 | тф | Орельєн                      | Aurélien                           | Сімона                 |
| 2004 | ф  | Природний ворог              | L' Ennemi naturel                  | La maîtresse de Tanguy |
| 2007 | с  | Клан Паскьє                  | Le clan Pasquier                   | Клеменс                |
| 2009 | с  | День, коли вершилася історія | Ce jour là, tout a changé          | мадам Ролан            |
| 2009 | с  | Профілізація                 | Profilage                          | Dr Ribrioux            |
| 2009 | ф  | Я розминуся з тобою          | Je vais te manquer                 | Марія                  |
| 2010 | тф | Ідеальний зять 2             | Le gendre idéal 2                  | Cliente bio            |
| 2013 | ф  | Серця чоловіків 3            | Le coeur des hommes 3              | Марі                   |

## Визнання
| Рік                                                  | Категорія                            | Фільм                  | Результат |
| ---------------------------------------------------- | ------------------------------------ | ---------------------- | --------- |
| Премія «Сезар»                                       |                                      |                        |           |
| 1992                                                 | Найперспективніша акторка            | Ван Гог                | Номінація |
| Товариства драматичних авторів і композиторів (SACD) |                                      |                        |           |
| 1992                                                 | Приз Сюзанни Б'янчетті               | Приз Сюзанни Б'янчетті | Перемога  |
| Кінофестиваль «Актори кіно»                          |                                      |                        |           |
| 1998                                                 | Приз Мішеля Сімона найкращій акторці | Мене лякає кохання     | Номінація |